# خمسون درجة من جراي
خمسون درجة من جراي (بالإنجليزية: Fifty Shades of Grey)‏ هي رواية إغرائية ورومانسية من تأليف الكاتبة البريطانية إي.أل. جيمس. الرواية هي الأولى ضمن ثلاثية خمسون درجة التي تتبع بتعمق العلاقة بين الخريجة الجامعية، أناستازيا ستيل، ورجل الأعمال الشاب المليادير كريستيان غراي. الرواية معروفة بمشاهدها الإغرائية الصريحة التي تتضمن ممارسات جنسية تنطوي على العبودية/الانضباط والهيمنة/الخضوع والسادية/الماسوشية.
الرواية الثانية والثالثة خمسون درجة أكثر قتامة (Fifty Shades Darker) وخمسون درجة طليقاً (Fifty Shades Freed) صدرت في 2012. تربعت خمسون درجة من الرمادي على قوائم الكتب الأكثر مبيعاً حول العالم، من ضمنها الولايات المتحدة والمملكة المتحدة. باعت السلسلة أكثر من 100 مليون نسخة عالمياً وترجمت إلى 52 لغة، وسجلت رقم قياسي في بريطانيا بكونها أسرع كتاب جيب على الإطلاق. لكن الاستقبال النقدي للرواية كان معظمه سلبي. أصدرت يونيفرسل ستوديوز فيلم مأخوذ عن الكتاب في 13 فبراير 2015.

## روابط خارجية
- خمسون درجة من جراي على موقع الموسوعة البريطانية (الإنجليزية)

- Official author page